# Пузанов Ігор Іванович
Пузанов Ігор Іванович — український науковець. Доктор економічних наук, професор кафедри міжнародних фінансів (раніше - кафедра міжнародних валютно-кредитних і фінансових відносин) Інституту міжнародних відносин Київського національного університету імені Тараса Шевченка.

## Освіта
Закінчив Київський університет імені Тараса Шевченка, факультет міжнародних відносин і міжнародного права, аспірантуру Інституту економічних і соціальних проблем зарубіжних країн АН УРСР.

## Дисципліни, що викладає
- макроекономіка
- міжнародні валютно-кредитні відносини
- основи економічного аналізу і аудиту
- економічні і фінансові ризики

## Сфера наукових інтересів
- питання еволюції стану зовнішньої торгівлі та інвестицій в Україні
- проблема умов торгівлі України та включення її у світові зовнішньоекономічні зв’язки [1]

## Наукові публікації
- Пузанов И. И. в соавторстве: Место и роль совместного предпринимательства в экономике Украины. — К.: Институт повышения квалификации Минмашпрома Украины, 1996.
- Пузанов І. І. у співавторстві: Економіка України: потенціал, реформи, перспективи (7 розділів). — К.: Либідь, 1996.
- Пузанов І. І. Динаміка і структура зовнішньої торгівлі трансформаційних економік. — К.: ВЦ «Київський університет», 2002.
- Пузанов І. І. Формування умов зовнішньої торгівлі України. — К.: ВЦ «Київський університет», 2002.
- Світові фінанси: сучасні тенденції та перспективи розвитку : монографія / О. І. Рогач, О. В. Сніжко, З. О. Луцишин, І. І. Пузанов, В. І. Мазуренко; ред.: О. І. Рогач; Київ. нац. ун-т ім. Т. Шевченка. - Київ, 2013. - 351 c. - укр.